# 옹동화
옹동화(중국어 정체자: 翁同龢 / 翁同和, 병음: Weng Tonghe, 1830년~1904년)는 청나라 말기의 정치가, 서예가이다. 자는 숙평(叔平), 호는 송선(松禪). 만년은 병암거사(甁庵居士)로 불렸다. 청나라 말기의 정치가이자 서예가인 옹심존 셋째 아들이자 옹동서, 옹동작의 아우이다.

## 생애
강소성(江蘇省) 상숙(常熟) 출신으로, 아버지는 함풍제 · 동치제 시절 대학사였고, 함풍제, 공친왕 혁흔 형제의 스승이었다. 맏형 옹동서는 안휘순무에 이르렀지만, 증국번, 이홍장 등에게 탄핵당했다. 이 일로 훗날 이홍장과 격렬하게 대립하게 되었다.
1856년에 장원이 되고, 동치제와 광서제의 스승을 맡았다. 관직은 공부상서, 군기대신, 총리각국사무아문 대신에 이르렀다. 1873년의 양내무와 소백채 사건 판결에 이의를 의심한 서태후는 재심을 명령했다. 이 때문에 사건은 ‘양호파’와 ‘강절파’의 대립으로 발전했다.
제사(帝師)라는 입장에서 황제의 정치 사상에 깊은 영향을 주었고, 1889년에 광서제가 친정을 시작하면서 풍계분의 ‘교빈로항의’(校邠盧抗議)를 제출하고 서양 학문의 중요성과 온건한 개혁을 주창했다.
1884년, 청불 전쟁에서 유영복을 지지했고, 1894년의 청일 전쟁에서 주전론을 주창했다. 광서제의 친정과 함께 이홍조(李鴻藻)와 함께 제당(帝黨) 파벌의 영수가 되어 서태후, 이홍장 등 후당과 대립해 나갔다.
변법 운동이 높아지면서, 캉유웨이를 광서제에게 추천했지만, 변법자강 운동 직전에 서태후에 강요당한 광서제에 의해 해임되고 말았다.
1904년, 고향에서 병사했고, 문공(文恭)의 시호가 주어졌다.

## 저서
저서로는 다음과 같은 것들이 있다.
- 병암시고 (甁庵詩稿)
- 옹문공공일기(翁文恭公日記)
- 옹문공공군기처일기(翁文恭公軍機處日記)

책의 분야에서도 저명했다. 만년에는 책의 대필로 조고니를 기용했다.